# جايدن جيمس
جايدن جيمس (Jayden Jaymes) ممثلة إباحية أمريكية ولدت يوم 13 فبراير 1986 في مدينة أبلاند بولاية كاليفورنيا الأمريكية ، واسمها الحقيقى ميشيل لى مايو (Michele Lee Mayo) .

## روابط خارجية
- جايدن جيمس على موقع IMDb (الإنجليزية)
- جايدن جيمس على موقع قاعدة بيانات الفيلم (الإنجليزية)
- جايدن جيمس على موقع كينوبويسك (الروسية)